# Mira (Coímbra)
Mira es una villa portuguesa del distrito de Coímbra, región estadística del Centro (NUTS II) y comunidad intermunicipal de Coímbra (NUTS III), con cerca de 7800 habitantes.

## Geografía
Es sede de un municipio con 123,89 km² de área y 12 114 habitantes (2021), subdividido en 4 freguesias. Los municipios están limitados al norte por el municipio de Vagos, al este y al sur por Cantanhede y al oeste tiene frontera con el litoral del océano Atlántico.

## Historia
En 1442, el regente Dom Pedro, concede la autonomía municipal a Mira, recibiendo la foral de D. Manuel I en 1514.

## Demografía
| Gráfica de evolución demográfica de Mira entre 1849 y 2021 |
|                                                            |
| Datos según el nomenclátor publicado por el INE portugués. |

## Freguesias
Las freguesias de Mira son las siguientes:
- Carapelhos
- Mira
- Praia de Mira
- Seixo